# Třída Auk
Třída Auk byly oceánské minolovky Námořnictva Spojených států amerických za doby druhé světové války. Celkem bylo postaveno 95 těchto minolovek. Část jich za druhé světové války sloužila v britském královském námořnictvu jako třída Catherine.

## Stavba

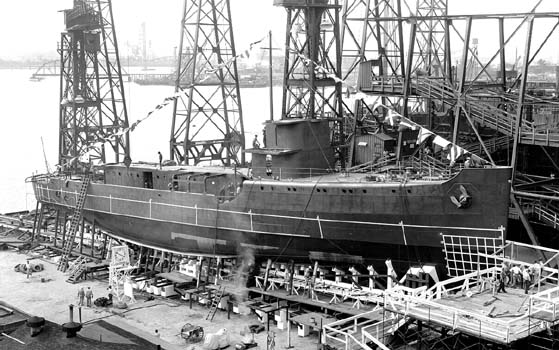
USS Auk (AM-57)

Stavba první série oceánských minolovek této třídy byla americkým Kongresem autorizována roku 1940. Pro americké námořnictvo bylo postaveno 73 těchto minolovek, přičemž dalších 22 bylo postaveno pro Velkou Británii v rámci programu Lend-Lease. Do služby plavidla vstupovala v období od ledna 1942 do října 1945.

## Konstrukce
Plavidla byla vyzbrojema jedním 76mm kanónem, dvěma 40mm kanóny Bofors, osmi 20mm kanóny Oerlikon. K napadání ponorek nesly čtyři vrhače a dvě skluzavky hlubinných pum a dále jeden salvový vrhač hlubinných pum Hedgehog. Nejvyšší rychlost dosahovala 18 uzlů.

## Uživatelé

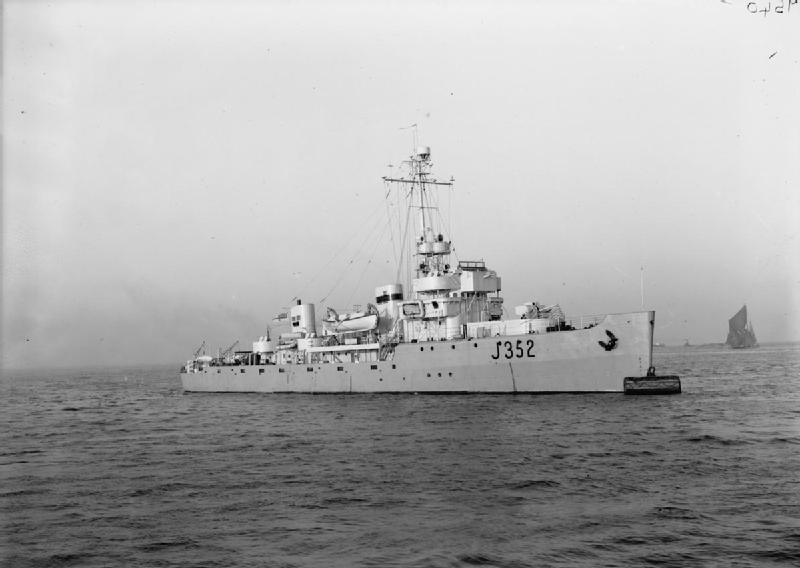
HMS Grecian (J352)

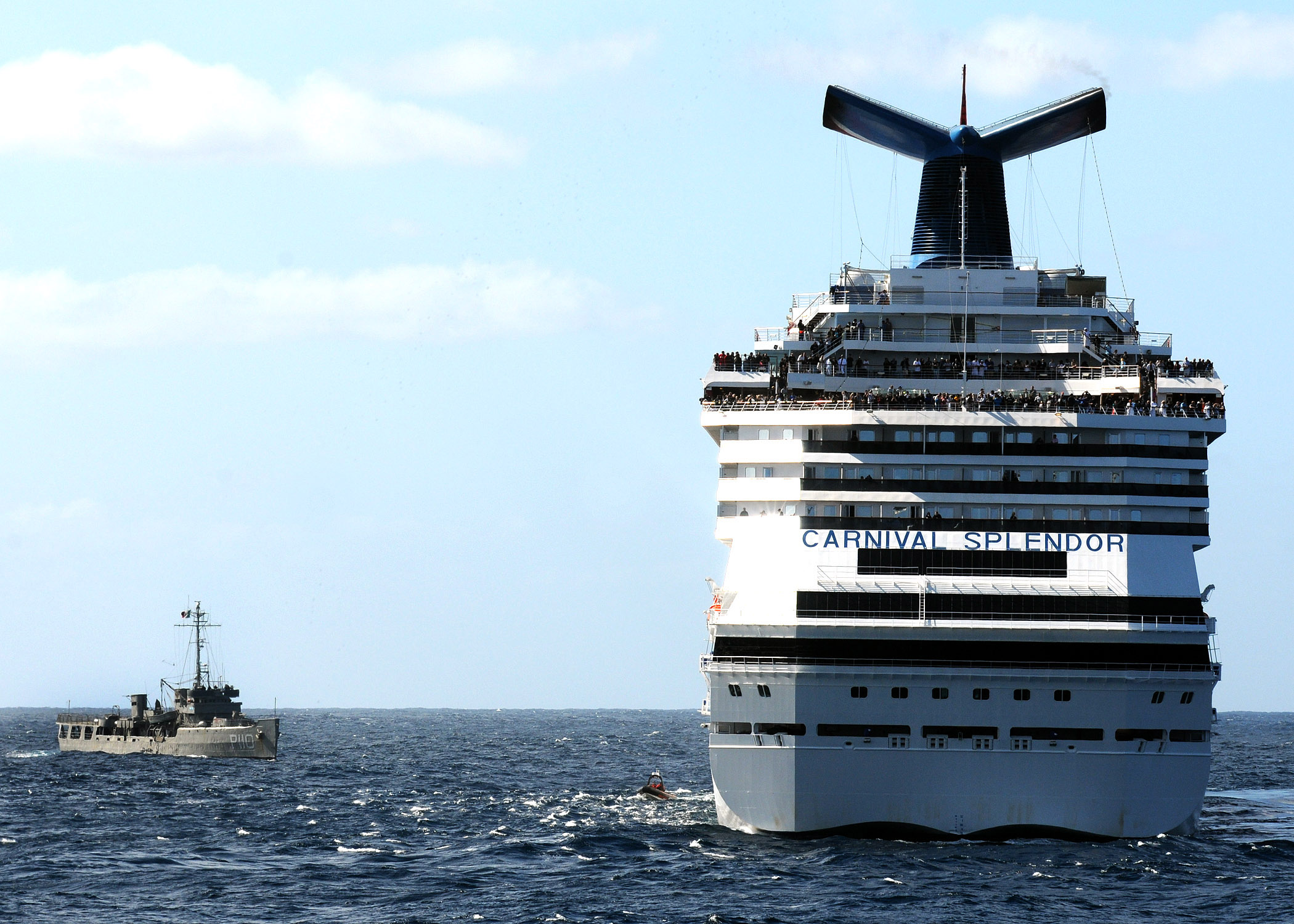
Mexická hlídková loď ARM Valentín Gómez Farías (P110) ve výletní lodě Carnival Splendor třídy Concordia

- Britské královské námořnictvo – za druhé světové války převzalo 22 amerických minolovek označovaných jako třída Catherine.

- Námořnictvo Čínské republiky – v letech 1964–1968 získalo minolovky Ťien-men (PCE-45, ex USS Toucan), Wu-šeng (PCE-866, ex PCE-66, ex Redstart), Ťü-jung (PCE-867, ex PCE-67, ex USS Waxwing) a Pching-ťing (PCE-870, ex PCE-70, ex USS Steady). Plavidla byla zbavena minolovného vybavení a sloužila k hlídkování. Výzbroj byla zesílena na dva 76mm kanóny, čtyři 40mm kanóny a šest 324mm protiponorkové torpédomety.[4] Jedna byla ztracena roku 1965. Zbylé tři byly vyřazeny roku 1998.[5]

- Filipínské námořnictvo – v letech 1965–1967 získalo minolovky Rizal (PCE-69, ex USS Murrelet) a Quezon (PS-70, ex USS Vigilance). Plavidla byla zbavena minolovného vybavení a slouží k hlídkování. Výzbroj byla zesílena na dva 76mm kanóny, čtyři 40mm kanóny, čtyři 20mm kanóny, tři 324mm protiponorkové torpédomety, dva vrhače a dvě skluzavky hlubinných pum a jeden salvový vrhač Hedgehog.[6] Obě dvě zůstávají ve službě.[1]

- Námořnictvo Korejské republiky – v letech 1963–1967 získalo minolovky Shin Song (ex USS Ptarmigan), Sunchon (PCE-1002, ex USS Speed) a Koje (PCE-1003, ex USS Dextrous).

- Mexické námořnictvo – v letech 1972–1973 získalo celkem 19 minolovek této třídy (trupová čísla G-01 až G-19), zařazené jako Guillermo Prieto (ex USS Symbol), Ignacio de la Llave (ex USS Spear), Juan N. Álvarez (ex USS Ardent), Mariano Escobedo (ex USS Champion), Jesús González Ortega (ex USS Chief), Ponciano Arriaga (ex USS Competent), Manuel Doblado (ex USS Defense), Sebastián Lerdo de Tejada (ex USS Devastator), Santos Degollado (ex USS Gladiator), Mariano Matamoros (ex USS Herald), Juan Aldama (ex USS Pilot), Leandro Valle (ex USS Pioneer), Melchor Ocampo (ex USS Roselle), Hermenegildo Galeana (ex USS Sage), Gutiérrez Zamora (ex USS Scoter), Valentín Gómez Farías (ex USS Starling), Ignacio Altamirano (ex USS Sway), Francisco Zarco (ex USS Threat) a Ignacio L. Vallarta (ex USS Velocity).[7] V roce 2005 jich mexické námořnictvo provozovalo stále ještě 15 kusů.[8] Databáze Worldwarships uvádí 11 aktivních k roku 2012.[1]

- Norské královské námořnictvo – získalo roku 1959 minolovky Gor (N48, ex USS Strive) a Tyr (N47, ex USS Sustain), roku 1961 minolovku Brage (N49, ex USS Triumph) a roku 1973 minolovku Uller (N50, ex Seer). První tři nesly jeden 76mm kanón, čtyři 40mm kanóny, tři vrhače hlubinných pum a dva salvové vrhače hlubinných pum Hedgehog.[9] Všechny byly vyřazeny.

- Peruánské námořnictvo – roku 1968 získalo v rámci programu MDSP minolovky Galvez (ex USS Ruddy) a Diez Canseco (MSF-69, ex USS Shoveller). Plavidla byla zbavena minolovného vybavení, dostala sonar, salvový vrhač hlubinných pum Hedgehog a sloužila k hlídkování. Roku 1975 byly převedeny k pobřežní stráži a roku 1981 byly vyřazeny.[10]

- Turecké námořnictvo – z britských přebytků po válce získalo osm minolovek této třídy.[11]

- Uruguayské námořnictvo – roku 1966 získalo minolovku Comandante Pedro Campbell (MSF 1, ex USS Chickadee). Plavidla sloužilo k hlídkování.[12] Vyřazena 2003, nyní hulk sloužící k výcviku.[13]

- USCG – 1963 získala USCGS Tanager (WTR-885, ex USS Tanager), vyřazena 1972.

- Část plavidel získali civilní uživatelé, např. jako obchodní lodě.

## Operační služba

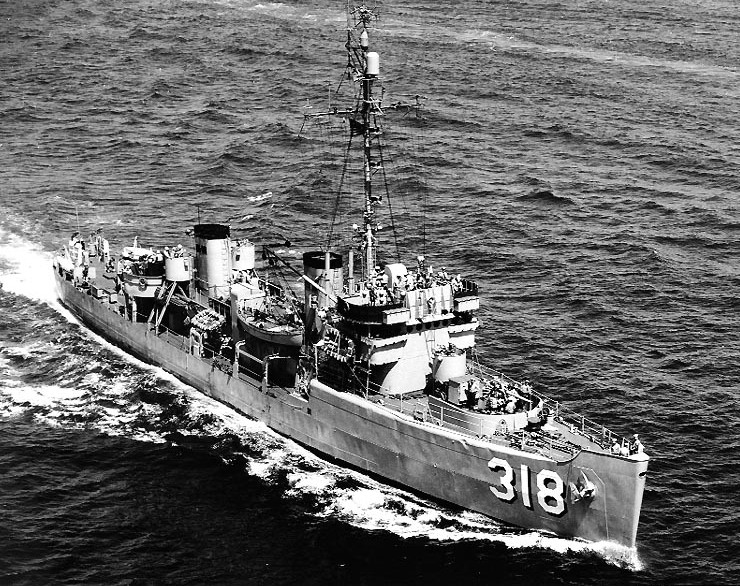
USS Devastator v době korejské války

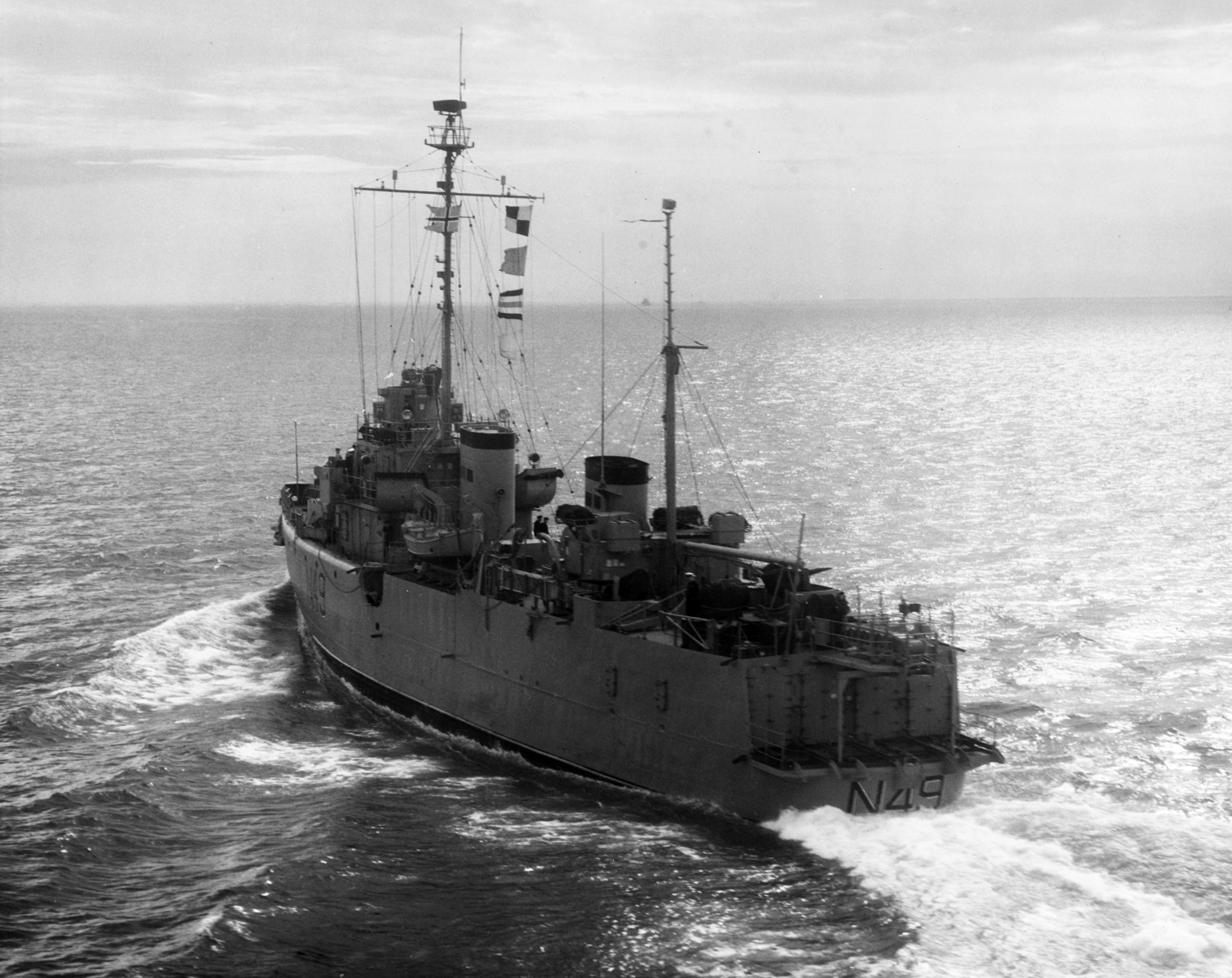
Norská minonoska Brage

V bojích druhé světové války bylo ztraceno osm amerických minolovek, z toho čtyři ve Středomoří, jedna v Normandii a tři v Tichomoří.
- USS Sentinel (AM-113) byla potopena 10. července 1943 u sicilské Licaty německými letouny.
- USS Skill (AM-115) potopena 25. září 1943 u Salerna německou ponorkou U 593.
- USS Portent (AM-106) byla potopena 22. ledna 1944 minou u Anzia.
- USS Tide (AM-125) byla potopena 7. června 1944 minou během vylodění v Normandii.
- USS Swerve (AM-121) byla potopena 9. července 1944 minou u Anzia.
- USS Swallow (AM-65) se potopila 22. dubna 1945 japonským kamikaze u ostrova Okinawa.
- USS Skylark (AM-63) se potopila 28. dubna 1945 na mině u ostrova Okinawa.
- USS Minivet (AM-371) byla potopena 29. prosince 1945 minou v Cušimském průlivu.

Britské královské námořnictvo za druhé světové války ztratilo čtyři minolovky této třídy. Ve všech případech se tak stalo během vylodění v Normandii.
- HMS Cato (J16) potopena 6. července 1944 německým řízeným torpédem Neger.
- HMS Magic (J400) potopena 6. července 1944 německým řízeným torpédem Neger.
- HMS Pylades (J401) potopena 8. července 1944 německou miniponorkou Biber.
- HMS Chamois (J28) těžce poškozena 21. července 1944 německou minou, neopravena.

Celkem 36 amerických minolovek této třídy bylo nasazeno v korejské válce. Dvě tyto minolovky americké námořnictvo nasadilo ve vietnamské válce. Později byla část lodí upravena pro jiné užití, např. jako hydrografické výzkumné lodě.
Poslední potopenou minolovkou této třídy se stala Ťien-men (PCE-45) námořnictva Čínské republiky, potopená 6. srpna 1965 plavidly Námořnictva Čínské lidové osvobozenecké armády.